# 청주전파관리소
청주전파관리소(淸州電波管理所)는 충청북도의 무선국의 감시 및 혼신조사 등에 관한 사무를 분장하는 중앙전파관리소의 소속기관이다. 1999년 12월 28일 발족하였으며, 충청북도 청주시 서원구 사직대로157번길 30에 위치하고 있다. 소장은 행정사무관·공업사무관·시설사무관·전산사무관·방송통신사무관 또는 공업연구관으로 보한다.

## 연혁
- 1999년 12월 28일: 중앙전파관리소 소속으로 청주분소 설치.
- 2002년 6월 9일: 사창동으로 청사 이전.
- 2006년 12월 29일: 청주전파관리소로 개편.[3]

## 조직

### 소장
- 운영지원과[4]
- 전파업무과[4]
- 이용자보호과[4]